# Slijmprikken
De slijmprikken (Myxinidae) zijn een familie van aalvormige zeedieren. Samen met lampreien behoren slijmprikken tot de 'kaakloze vissen' en vormen een zustergroep van kaakdieren. Slijmprikken zijn waarschijnlijk de vroegste nog levende gewervelden, al hebben ze alleen een schedel en slechts rudimentaire wervels en geen wervelkolom. Slijmprikken verschillen weinig met familieleden die 300 miljoen jaar geleden leefden.
Dit waterorganisme behoort tot de klasse van Myxini, ook bekend als Hyperotreti. Deze dieren scheiden een kleverig slijm af. Ze maken zichzelf schoon door zich in een knoop te wringen en zo het slijm af te schrapen.
Slijmprikken worden in Japan gegeten en van hun huid wordt in Korea aal-leer gemaakt.
Deze dieren kwamen in de belangstelling door een onderzoek naar de genetische verwantschap tussen chordadieren. Daarnaast is bekend dat het slijm vezels bevat die lijken op spinnenzijde.

## Lichaamsbouw
Slijmprikken worden gemiddeld een halve meter lang. De grootste bekende soort is Eptatretus goliath, waarvan een exemplaar bekend is met een lengte van 127 cm. De kleinste soorten behoren tot het geslacht Myxine en hiervan zijn er enkele die niet groter dan 18 cm worden.
Slijmprikken hebben een langgerekt, aalachtig lichaam met een peddelvormige staart. Hun schedel bestaat hoofdzakelijk uit kraakbeen en tandachtige structuren uit keratine. Ze beschikken over een gesloten bloedsomloop met de laagste bloeddruk en het hoogste bloedvolume onder gewervelden. Naast het primaire hart heeft de slijmprik nog een poorthart dat bloed pompt naar de leverpoortader. Als vroege gewervelde heeft het ook al endotheel als bedekking van de bloedvaten. Daarnaast hebben slijmprikken ook een onder gewervelden uniek systeem van interne kieuwen die vervat zijn in kieuwzakjes.
De kleur van de slijmprik is sterk soortafhankelijk, variërend van roze tot blauwgrijs, al dan niet met zwarte en/of witte vlekken. De ogen zijn matig tot zwak ontwikkeld. Slijmprikken hebben geen echte vinnen. De mond van slijmprikken bevat doorgaans vele kamvormige tanden die vastzitten op een kraakbeenplaat. Ze worden gebruikt om voedsel te grijpen en het in de richting van de keelholte te stuwen.

## Voortplanting
Over de voortplanting van slijmprikken is nog maar weinig bekend. De geslachtsverhouding van veel soorten staat merkwaardig genoeg op 100:1 in het voordeel van de vrouwtjes. Om die reden wordt vermoed dat slijmprikken hermafrodiet zouden kunnen zijn en dat ze dus zowel een eierstok als een testikel bezitten. Tevens wordt vermoed dat in sommige gevallen de eierstok pas actief wordt nadat het dier een bepaalde leeftijd bereikt heeft, of wanneer het een bepaald signaal uit zijn omgeving opneemt.
Afhankelijk van de soort leggen deze dieren 1–2, tot 20–30 stevige eitjes. Bij sommige soorten krullen de ouderdieren zich na het leggen rond de eieren. Het is echter niet zeker of dit broedgedrag is. In tegenstelling tot lampreien kennen slijmprikken geen larvaal stadium.

## Taxonomie
Er zijn 88 soorten beschreven in 6 genera.
- Onderfamilie Eptatretinae
  - Geslacht Eptatretus[4]
    - Eptatretus aceroi Polanco Fernandez & Fernholm,  2014
    - Eptatretus alastairi Mincarone & Fernholm,  2010
    - Eptatretus albiderma Song & Kim,  2020
    - Eptatretus ancon Mok, Saavedra-Diaz and Acero P.,  2001
    - Eptatretus astrolabium Fernholm & Mincarone,  2010
    - Eptatretus atami (Dean,  1904)
    - Eptatretus bischoffii (Schneider,  1880)
    - Eptatretus bobwisneri Fernholm, Norén, Kullander, Quattrini, Zintzen, Roberts, Mok & Kuo,  2013
    - Eptatretus burgeri (Girard,  1855)
    - Eptatretus caribbeaus Fernholm,  1982
    - Eptatretus carlhubbsi (McMillan and Wisner,  1984)
    - Eptatretus cheni (Shen & Tao,  1975)
    - Eptatretus chinensis Kuo and Mok,  1994
    - Eptatretus cirrhatus (Forster,  1801)
    - Eptatretus cryptus Roberts & Stewart,  2015
    - Eptatretus deani (Evermann & Goldsborough,  1907)
    - Eptatretus fernholmi McMillan & Wisner,  2004
    - Eptatretus fritzi Wisner & McMillan,  1990
    - Eptatretus goliath Mincarone & Stewart,  2006
    - Eptatretus gomoni Mincarone & Fernholm,  2010
    - Eptatretus goslinei Mincarone, Plachetzki, McCord, Winegard, Fernholm, Gonzalez & Fudge,  2021
    - Eptatretus grouseri McMillan,  1999
    - Eptatretus hexatrema (Müller,  1836)
    - Eptatretus indrambaryai Wongratana,  1983
    - Eptatretus laurahubbsae McMillan and Wisner,  1984
    - Eptatretus longipinnis Strahan,  1975
    - Eptatretus luzonicus Fernholm, Norén, Kullander, Quattrini, Zintzen, Roberts, Mok & Kuo,  2013
    - Eptatretus mcconnaugheyi Wisner & McMillan,  1990
    - Eptatretus mccoskeri McMillan,  1999
    - Eptatretus mendozai Hensley,  1985
    - Eptatretus menezesi Mincarone,  2000
    - Eptatretus minor Fernholm and Hubbs,  1981
    - Eptatretus moki (McMillan & Wisner,  2004)
    - Eptatretus multidens Fernholm and Hubbs,  1981
    - Eptatretus nanii Wisner and McMillan,  1988
    - Eptatretus nelsoni (Kuo, Huang and Mok,  1994)
    - Eptatretus octatrema (Barnard,  1923)
    - Eptatretus okinoseanus (Dean,  1904)
    - Eptatretus poicilus Zintzen & Roberts,  2015
    - Eptatretus polytrema (Girard,  1855)
    - Eptatretus profundus (Barnard,  1923)
    - Eptatretus sheni (Kuo, Huang & Mok,  1994)
    - Eptatretus sinus Wisner & McMillan,  1990
    - Eptatretus springeri (Bigelow & Schroeder,  1952)
    - Eptatretus stoutii (Lockington,  1878)
    - Eptatretus strahani McMillan and Wisner,  1984
    - Eptatretus strickrotti Møller & Jones,  2007
    - Eptatretus taiwanae (Shen and Tao,  1975)
    - Eptatretus walkeri (McMillan & Wisner,  2004)
    - Eptatretus wandoensis Song & Kim,  2020
    - Eptatretus wayuu Mok, Saavedra-Díaz & Acero P.,  2001
    - Eptatretus wisneri McMillan,  1999
    - Eptatretus yangi (Teng,  1958)
- Onderfamilie Rubicundinae
  - Geslacht Rubicundus[5]
    - Rubicundus eos Fernholm,  1991
    - Rubicundus lakeside Mincarone & McCosker,  2004
    - Rubicundus lopheliae Fernholm & Quattrini,  2008
    - Rubicundus rubicundus Kuo, Lee & Mok,  2010
- Onderfamilie Myxininae
  - Geslacht Myxine[6]
    - Myxine affinis Günther,  1870
    - Myxine australis Jenyns,  1842
    - Myxine capensis Regan,  1913
    - Myxine circifrons Garman,  1899
    - Myxine debueni Wisner & C. B. McMillan,  1995
    - Myxine dorsum Wisner & C. B. McMillan,  1995
    - Myxine fernholmi Wisner & C. B. McMillan,  1995
    - Myxine formosana H. K. Mok & C. H. Kuo,  2001
    - Myxine garmani D. S. Jordan & Snyder,  1901
    - Myxine glutinosa Linnaeus,  1758 (Gewone slijmprik)
    - Myxine greggi Mincarone, Plachetzki, McCord, Winegard, Fernholm, Gonzalez & Fudge,  2021
    - Myxine hubbsi Wisner & C. B. McMillan,  1995
    - Myxine hubbsoides Wisner & C. B. McMillan,  1995
    - Myxine ios Fernholm,  1981
    - Myxine jespersenae Møller, Feld, I. H. Poulsen, Thomsen & Thormar,  2005
    - Myxine knappi Wisner & C. B. McMillan,  1995)
    - Myxine kuoi H. K. Mok,  2002
    - Myxine limosa Girard,  1859
    - Myxine martinii Mincarone, Plachetzki, McCord, Winegard, Fernholm, Gonzalez & Fudge,  2021
    - Myxine mccoskeri Wisner & C. B. McMillan,  1995
    - Myxine mcmillanae Hensley,  1991
    - Myxine paucidens Regan,  1913
    - Myxine pequenoi Wisner & C. B. McMillan,  1995
    - Myxine phantasma Mincarone, Plachetzki, McCord, Winegard, Fernholm, Gonzalez & Fudge,  2021
    - Myxine robinsorum Wisner & C. B. McMillan,  1995
    - Myxine sotoi Mincarone,  2001

  - Geslacht Nemamyxine[7]
    - Nemamyxine elongata Richardson, 1958
    - Nemamyxine kreffti McMillan & Wisner, 1982

  - Geslacht Neomyxine[8]
    - Neomyxine biniplicata (Richardson & Jowett, 1951)
    - Neomyxine caesiovitta (Stewart & Zintzen, 2015)

  - Geslacht Notomyxine[9]
    - Notomyxine tridentiger Garman, 1899)